# Chromonephthea singularis
Chromonephthea singularis är en korallart som beskrevs av van Ofwegen 2005. Chromonephthea singularis ingår i släktet Chromonephthea och familjen Nephtheidae. Inga underarter finns listade i Catalogue of Life.